# DA dA dA
DA dA dA is een muziekalbum van de Nederlandse band Nits. De titel van het album dient om esthetische redenen met kleine d’s en grote A’s geschreven te worden. De titel verwijst naar verschillende zaken, waaronder de eerste woordjes die kleine kinderen zeggen, de Da Da kunstbeweging en, volgens Hofstede, is het enigszins omgehusseld ook ‘A Dad, A Dad’ (Een vader, een vader).
DA dA dA maakt een einde aan een periode vanaf eind jaren 80 tot begin jaren 90 waarin de Nits steeds subtieler te werk gingen. DA dA klinkt uitermate ‘poppy’ met een terugkeer van de ritmegitaar en synthesizers. De drie man sterke ritmesectie krijgt ook voldoende kans om uit te pakken. Zware thema’s, zoals de dood, oorlog en ouder worden staan in contrast met het voornamelijk opgewekte geluid van de plaat. Een ander belangrijke inspiratie voor de teksten waren de reizen van de band naar onder andere Canada en Estland.
Het album bevat een verborgen track, genaamd Orange, dat na enkele minuten stilte achter Abandoned Mine staat. Op de hoes staat het nummer alleen vermeld als een afbeelding van een sinaasappel bij de tracklist.
De band ging op tournee in het clubcircuit in Nederland (in tegenstelling tot de gebruikelijke theateroptredens), gevolgd door een Europese tournee.

## Musici
- Henk Hofstede – gitaar, banjo, zang
- Rob Kloet – slagwerk
- Robert Jan Stips – toetsen, zang
- Martin Bakker – bas, mandoline
- Peter Meuris – percussie, viool

## Composities
Alle nummers: Hofstede, Stips, Kloet
1. dA dA dA (4:02);
2. Dreams (4:31);
3. What We Did On Our Holidays (3:11);
4. Mourir Avant Quinze Ans (6:36);
5. Homeless Boy (4:31);
6. Whales Of Tadoussac (3:49);
7. Chameleon Girl (2:00);
8. Instead Of… (4:48);
9. Day And the Night (2:29);
10. Desert Island Song (4:49);
11. Sorrow (3:58);
12. Bilbao Boa (3:28)
13. Abandoned Mine (3:27) + Orange (2:30).

De hoes laat enkele stukjes van een Oost-Europees dominospel zien. De cd werd ook in de Verenigde Staten en Japan uitgebracht met een andere hoes. In het Verenigd Koninkrijk werd een aantal nummers als 5-track ep uitgebracht.
Singles
1. Nitswish (non-album track) (Alleen als promosingle verspreid onder fanclubleden en relaties van de band)
2. dA dA dA / Do Do (non-album track) / If Two (non-album track) / Kuu Kuu (non-album track)
3. Dreams / Fishes (non-album track) / Abandoned Mine (alternatieve versie) / Orange (alternatieve versie)
4. Mourir Avant Quinze Ans (Edit) / Sometime In Winter (non-album track) / The Hour Of Love And Pain (non-album track) / True (non-album track)

Geen van de singles wist de hitlijsten te behalen. Mourir Avant 15 Ans was zeer slecht verkrijgbaar en daardoor behoorlijk zeldzaam.

### Hitlijsten
| Album met eventuele hitnotering(en) in de Nederlandse Album Top 100 | Datum van verschijnen | Datum van binnenkomst | Hoogste positie | Aantal weken | Opmerkingen |
| ------------------------------------------------------------------- | --------------------- | --------------------- | --------------- | ------------ | ----------- |
| Mega Album Top 100                                                  | April 1994            | 16-04-1994            | 27              | 8            |             |